# Phorcus mutabilis
Phorcus mutabilis é uma espécie de molusco pertencente à família Trochidae.
A autoridade científica da espécie é Philippi, tendo sido descrita no ano de 1846.
Trata-se de uma espécie presente no território português, incluindo a zona económica exclusiva.